# هاکین پنانگی
هاکین پنانگی (به انگلیسی: Penang Hokkien) (چینی سنتی: 檳城福建話; چینی ساده: 槟城福建话) گونه ای از گویش محلی هاکین در پنانگ، مالزی است. این گویش توسط ۶۳٫۹ درصد از جامعه چینی پنانگ، و هم چنین بعضی مالزیایی‌های هندی‌تبار در پنانگ و مالایی‌های پنانگ، به عنوان زبان مادری برای گفتگو مورد استفاده قرار می‌گیرد.
مدت زمانی در دوران قبل، زبان میانجی در بین اکثریت جامعه چینی‌ها در پنانگ، کداح، پرلیس و منطقه شمال پراک بود. اگرچه از دههٔ ۱۹۸۰، بسیاری از سخنوران جوان، جایگزینی زبان را به سوی ماندارین مالزیایی، تحت کارزار گفتگو به زبان ماندارین در دبیرستان غیردولتی چینی در مالزی، به پیش بردند، حتی با وجود اینکه پیش از این، ماندارین در این مناطق برای گفتگو مورد استفاده قرار نمی‌گرفت.